# Stupa am Wagram

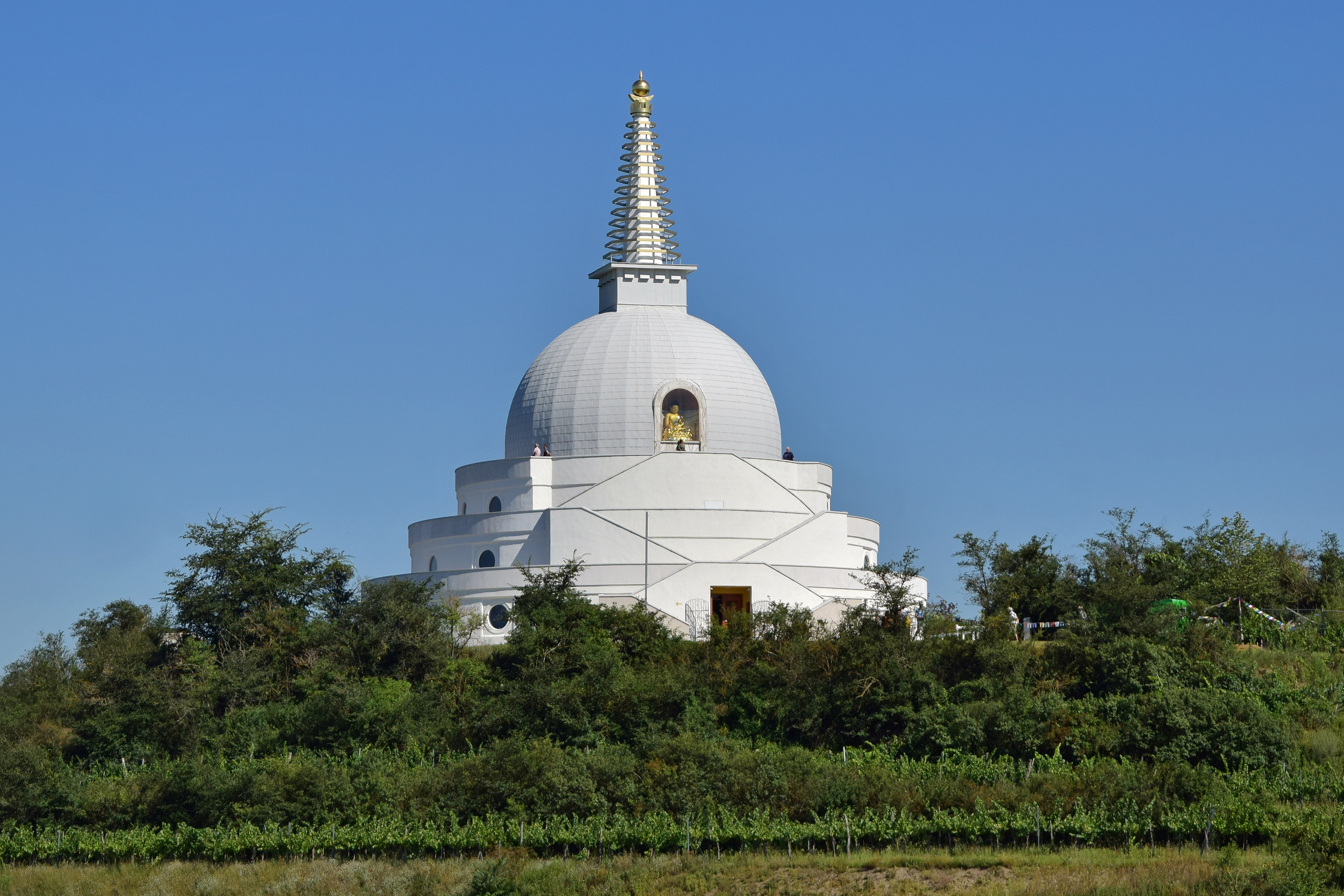
Stupa am Wagram, Ansicht von Süden

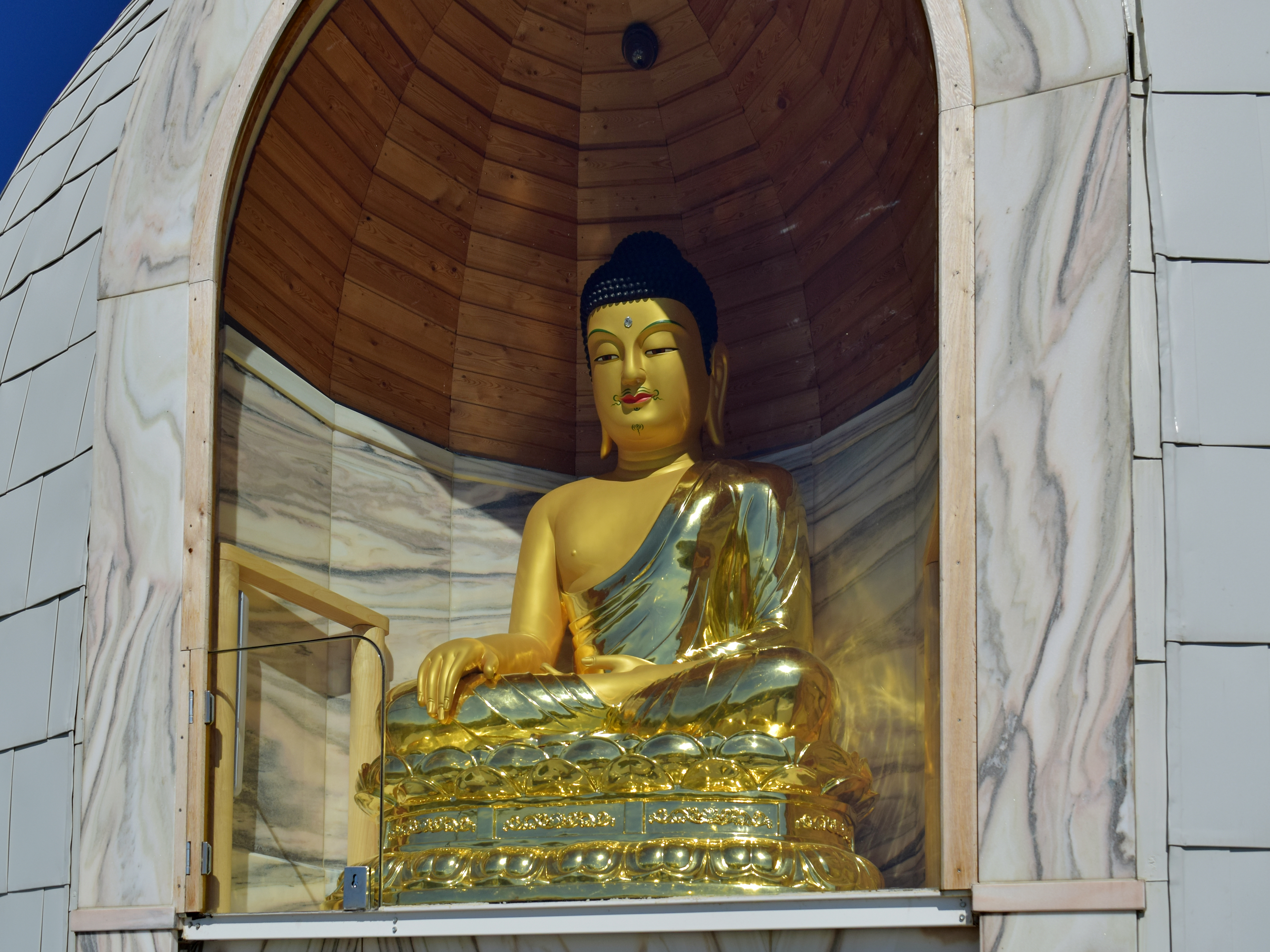
Die große Buddha-Statue wurde am 24. September 2019 aufgestellt

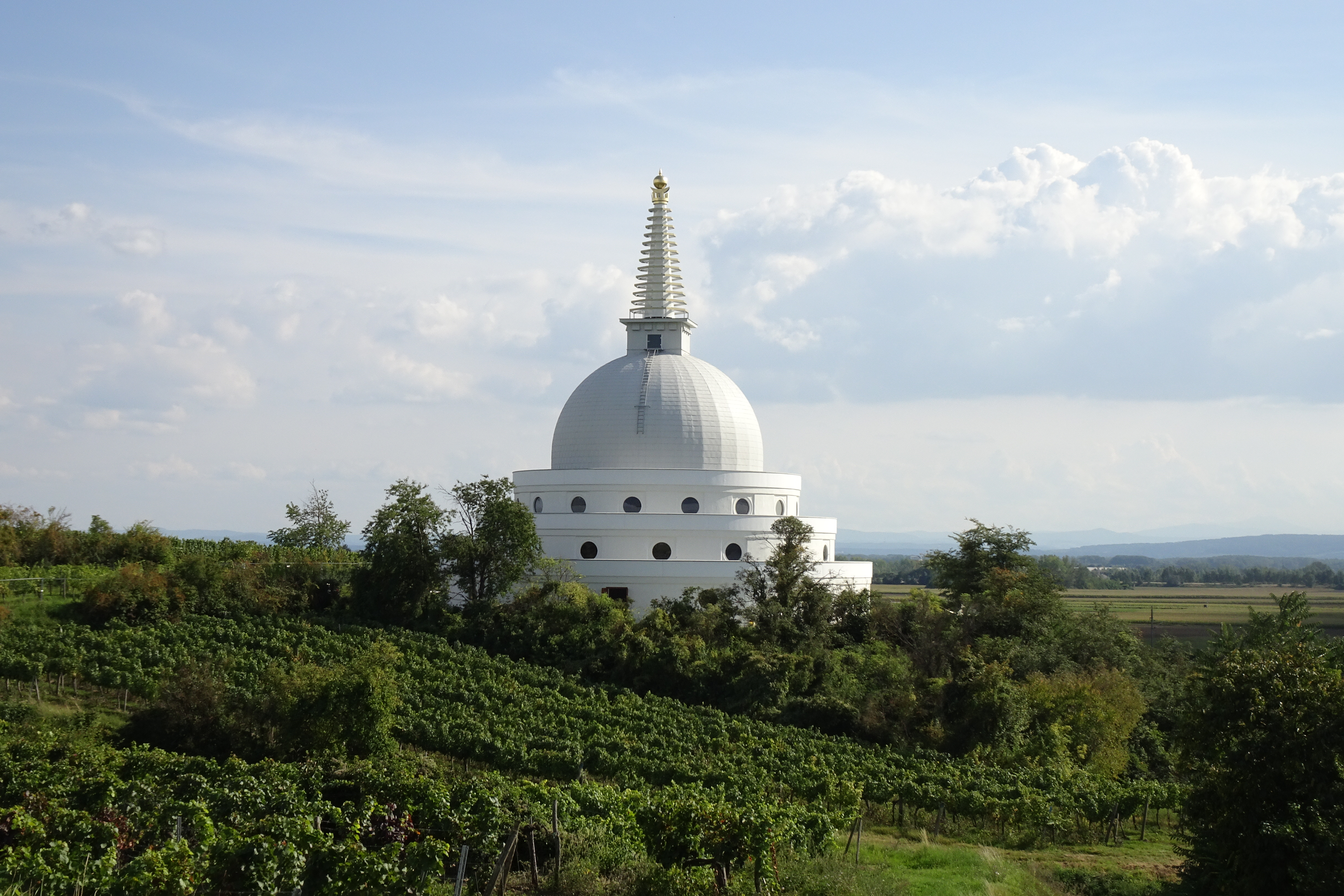
Ansicht von Norden

Der buddhistische Stupa am Wagram (auch Friedensstupa) ist ein 2019 erbautes Friedensdenkmal und Meditationshaus in Form eines Stupa auf der Geländestufe des Wagram in der Marktgemeinde Grafenwörth im Bezirk Tulln in Niederösterreich.

## Lage
Er liegt in der Katastralgemeinde Feuersbrunn, westlich des gleichnamigen Ortes sowie von Wagram am Wagram, beinahe an der Gemeindegrenze von Grafenwörth zur Gemeinde Grafenegg bzw. östlich vom Verbindungsweg (L7031) von Schloss Grafenegg nach Engabrunn sowie nördlich des Kremser Astes (Bahnstrecke Absdorf-Hippersdorf–Krems an der Donau) der Kaiser Franz Josephs-Bahn, unweit der Bahnstation Wagram-Grafenegg.

## Geschichte
Nachdem Projekte in Gföhl und Schwarzenbach nicht zur Realisierung gekommen waren, erfolgte am 21. März 2016 der Spatenstich für den Neubau eines Stupa mit Seminarräumen in den Weingärten an der Verbindungsstraße zwischen Engabrunn und Grafenegg in der Gemeinde Grafenwörth.
Die Gegner des Stupa forderten analog zu Gföhl eine Bürgerbefragung. Von den Gegnern wurden Naturschutzangelegenheiten und Verkehrsangelegenheiten gegen das Projekt genannt. Die Volksanwaltschaft war für eine Aufhebung des Baubescheides und für die sofortige Einstellung der Bauarbeiten.
Nachdem ein Wiedehopf-Brutpaar das Gebiet verlassen hatte, festgestellt mit einer naturschutzrechtlichen Überprüfung, wurde jedoch seitens der Bezirkshauptmannschaft Tulln vorerst ein Baubeginn freigegeben. Die Erdaushubarbeiten wurden am 3. Oktober 2016 mit Protesten und der vorübergehenden Verhaftung einer Person begonnen.
Der Bau wurde im September 2019 mit Ausnahme der Spitze fertiggestellt. Am 4. Juni 2023 wurde der Stupa eingeweiht und eröffnet.

## Architektur
Der Stupa wurde nach den Plänen des Architekten Matthias Rainer erbaut. Bis zur Kuppel weist der Stupa eine Höhe von 18,75 m auf, mit Spitze 32,5 Meter.  Die Gartengestaltung erfolgt mit den Landschaftsplanern Gunter Hauser und Peter Kramer mit dem Bildhauer Hans Muhr.